# Calzada Larga
Calzada Larga est une localité située dans la province de Panamá, au Panama.